# Liste des sites retenus pour le loto du patrimoine en 2019
| Viaduc des Fades Château · de Maulnes Glacière d'Étel Moulin de · la Fontaine Bibliothèque Fesch Moulin de Bar-sur-Seine Beffroi de Béthune Musée de l'atelier Rosa-Bonheur Abbaye Sainte-Marie de Longues Amphithéâtre de Saintes Fort de Brescou Château de l'Étenduère Abbaye Notre-Dame de Sénanque \| E R F T P \| |
| E R F T P |

| E R F T P |

Cet article recense les sites retenus pour le loto du patrimoine en 2019.

## Projets emblématiques
En 2019, comme en 2018, la mission Stéphane Bern retient 18 projets qualifiés d'« emblématiques » figurant sur les billets de loto mis en vente : un par région française, à l'exception de Mayotte, remplacée par un site à Saint-Pierre-et-Miquelon.
| Nom                                     | Commune                            | Département              | Région                     | Protection                 | Coordonnées                  | Image |
| --------------------------------------- | ---------------------------------- | ------------------------ | -------------------------- | -------------------------- | ---------------------------- | ----- |
| Viaduc des Fades                        | Les Ancizes-Comps, Sauret-Besserve | Puy-de-Dôme              | Auvergne-Rhône-Alpes       | Inscrit                    | 45° 58′ 06″ N, 2° 48′ 11″ E  |       |
| Château de Maulnes                      | Cruzy-le-Châtel                    | Yonne                    | Bourgogne-Franche-Comté    | Classé                     | 47° 53′ 14″ N, 4° 12′ 53″ E  |       |
| Glacière                                | Étel                               | Morbihan                 | Bretagne                   |                            | 47° 39′ 08″ N, 3° 12′ 23″ O  |       |
| Moulin de la Fontaine                   | Thoré-la-Rochette                  | Loir-et-Cher             | Centre-Val de Loire        |                            | 47° 46′ 14″ N, 0° 57′ 07″ E  |       |
| Bibliothèque Fesch                      | Ajaccio                            | Corse-du-Sud             | Corse                      | Classé                     | 41° 55′ 20″ N, 8° 44′ 20″ E  |       |
| Minoterie Charrier                      | Bar-sur-Seine                      | Aube                     | Grand Est                  |                            | 48° 06′ 54″ N, 4° 22′ 37″ E  |       |
| Beffroi                                 | Béthune                            | Pas-de-Calais            | Hauts-de-France            | Inscrit Patrimoine mondial | 50° 31′ 39″ N, 2° 38′ 19″ E  |       |
| Château de By - Maison de Rosa Bonheur  | Thomery                            | Seine-et-Marne           | Île-de-France              | Maisons des Illustres      | 48° 23′ 34″ N, 2° 47′ 00″ E  |       |
| Église Saint-André                      | Morne-à-l'Eau                      | Guadeloupe               | Guadeloupe                 | Classé                     | 16° 19′ 34″ N, 61° 27′ 28″ O |       |
| Relais Barcarel                         | Saint-Laurent-du-Maroni            | Guyane                   | Guyane                     |                            | 5° 30′ 09″ N, 54° 01′ 44″ O  |       |
| Façades des rues Victor-Hugo et Bouillé | Saint-Pierre                       | Martinique               | Martinique                 |                            | 14° 44′ 39″ N, 61° 10′ 34″ O |       |
| Abbaye Sainte-Marie                     | Longues-sur-Mer                    | Calvados                 | Normandie                  | Classé                     | 49° 19′ 43″ N, 0° 41′ 55″ O  |       |
| Amphithéâtre                            | Saintes                            | Charente-Maritime        | Nouvelle-Aquitaine         | Classé                     | 45° 44′ 33″ N, 0° 38′ 39″ O  |       |
| Fort de Brescou                         | Agde                               | Hérault                  | Occitanie                  | Inscrit                    | 43° 08′ 49″ N, 3° 30′ 07″ E  |       |
| Château de l'Étenduère                  | Les Herbiers                       | Vendée                   | Pays de la Loire           |                            | 46° 51′ 50″ N, 1° 01′ 32″ O  |       |
| Abbaye Notre-Dame de Sénanque           | Gordes                             | Vaucluse                 | Provence-Alpes-Côte d'Azur | Classé                     | 43° 55′ 29″ N, 5° 11′ 12″ E  |       |
| Temple des Casernes                     | Saint-Pierre                       | La Réunion               | La Réunion                 | Inscrit                    | 21° 20′ 07″ S, 55° 28′ 56″ E |       |
| Temple du Gol                           | Saint-Louis                        | La Réunion               | La Réunion                 | Inscrit                    | 21° 16′ 49″ S, 55° 24′ 03″ E |       |
| Phare de l'île aux Marins               | Saint-Pierre                       | Saint-Pierre-et-Miquelon | Saint-Pierre-et-Miquelon   |                            | 46° 46′ 54″ N, 56° 09′ 16″ O |       |

## Projets prioritaires
103 projets prioritaires sont retenus en 2019, un nombre nettement moins élevé que l'année précédente (251 projets avaient été retenus) : il s'agit d'un édifice par département français, plus un à Saint-Martin et Saint-Pierre-et-Miquelon

### Auvergne-Rhône-Alpes
| Nom                                | Commune                 | Département  | Protection | Coordonnées                 | Image |
| ---------------------------------- | ----------------------- | ------------ | ---------- | --------------------------- | ----- |
| Cuivrerie                          | Cerdon                  | Ain          | Inscrit    | 46° 05′ 00″ N, 5° 27′ 50″ E |       |
| Tuilerie                           | Lenax                   | Allier       |            | 46° 18′ 07″ N, 3° 50′ 27″ E |       |
| Moulin Dupuy                       | Saint-André-Lachamp     | Ardèche      |            | 44° 29′ 05″ N, 4° 11′ 13″ E |       |
| Maison Buc                         | Laroquebrou             | Cantal       |            | 44° 58′ 06″ N, 2° 11′ 28″ E |       |
| Château                            | La Touche               | Drôme        |            | 44° 30′ 55″ N, 4° 53′ 15″ E |       |
| La Casamaures                      | Saint-Martin-le-Vinoux  | Isère        | Classé     | 45° 12′ 03″ N, 5° 43′ 02″ E |       |
| Château                            | Jarnosse                | Loire        |            | 46° 06′ 39″ N, 4° 14′ 20″ E |       |
| Église Saint-Hilaire-et-Saint-Roch | Beaumont                | Haute-Loire  | Inscrit    | 45° 18′ 45″ N, 3° 20′ 33″ E |       |
| Ancien collège des Jésuites        | Billom                  | Puy-de-Dôme  | Inscrit    | 45° 43′ 16″ N, 3° 20′ 24″ E |       |
| Domaine Dupoizat                   | Saint-Symphorien-d'Ozon | Rhône        |            | 45° 38′ 01″ N, 4° 51′ 29″ E |       |
| Église Saint-Saturnin              | Saint-Sorlin-d'Arves    | Savoie       | Inscrit    | 45° 13′ 14″ N, 6° 13′ 51″ E |       |
| Château de Ripaille                | Thonon-les-Bains        | Haute-Savoie | Inscrit    | 46° 23′ 17″ N, 6° 29′ 12″ E |       |

### Bourgogne-Franche-Comté
| Nom                     | Commune                   | Département           | Protection | Coordonnées                 | Image                                                  |
| ----------------------- | ------------------------- | --------------------- | ---------- | --------------------------- | ------------------------------------------------------ |
| Église Saint-Ambroise   | Busserotte-et-Montenaille | Côte-d'Or             | Inscrit    | 47° 39′ 49″ N, 4° 58′ 36″ E |                                                        |
| Viaduc de la Loue       | Cléron                    | Doubs                 |            | 47° 05′ 19″ N, 6° 03′ 33″ E |                                                        |
| Abbaye Saint-Pierre     | Baume-les-Messieurs       | Jura                  | Classé     | 46° 42′ 28″ N, 5° 38′ 55″ E |                                                        |
| Église Saint-Roch       | Lamenay-sur-Loire         | Nièvre                |            | 46° 45′ 47″ N, 3° 34′ 23″ E |                                                        |
| Abbaye de Cherlieu      | Montigny-lès-Cherlieu     | Haute-Saône           | Classé     | 47° 46′ 53″ N, 5° 49′ 30″ E |                                                        |
| Maison du Lutrin        | Autun                     | Saône-et-Loire        |            | 46° 56′ 43″ N, 4° 17′ 58″ E |                                                        |
| Fort des Basses-Perches | Danjoutin                 | Territoire de Belfort |            | 47° 37′ 22″ N, 6° 52′ 07″ E |                                                        |
| Pigeonnier Saint-Joseph | Sens                      | Yonne                 |            | 48° 12′ 25″ N, 3° 17′ 13″ E | Photo du pigeonnier Saint-Joseph avant sa restauration |

### Bretagne
| Nom                                                              | Commune          | Département     | Protection         | Coordonnées                 | Image |
| ---------------------------------------------------------------- | ---------------- | --------------- | ------------------ | --------------------------- | ----- |
| Gare de Brélidy - Plouëc                                         | Plouëc-du-Trieux | Côtes-d'Armor   |                    | 48° 40′ 09″ N, 3° 11′ 47″ O |       |
| Maison Pinchon (aile sud-ouest de l'abbaye Notre-Dame-des-Anges) | Landéda          | Finistère       | Inscrit            | 48° 35′ 46″ N, 4° 34′ 11″ O |       |
| Pont de Loysance                                                 | Val-Couesnon     | Ille-et-Vilaine | Inventaire général | 48° 27′ 44″ N, 1° 28′ 55″ O |       |
| Couvent des Carmélites                                           | Ploërmel         | Morbihan        | Inscrit            | 47° 55′ 54″ N, 2° 23′ 39″ O |       |

### Centre-Val de Loire
| Nom                                   | Commune                  | Département    | Protection | Coordonnées                 | Image |
| ------------------------------------- | ------------------------ | -------------- | ---------- | --------------------------- | ----- |
| Grange pyramidale du domaine de Récy  | Vinon                    | Cher           |            | 47° 16′ 43″ N, 2° 51′ 19″ E |       |
| Église Saint-Éloi-Saint-Jean-Baptiste | Crécy-Couvé              | Eure-et-Loir   | Inscrit    | 48° 40′ 12″ N, 1° 16′ 56″ E |       |
| Chapelle du château de Greuille       | Sassierges-Saint-Germain | Indre          |            | 46° 43′ 56″ N, 1° 53′ 10″ E |       |
| Château du Chillou                    | Jaulnay                  | Indre-et-Loire | Inscrit    | 46° 56′ 55″ N, 0° 25′ 43″ E |       |
| Château                               | Saint-Denis-sur-Loire    | Loir-et-Cher   | Classé     | 47° 37′ 26″ N, 1° 23′ 19″ E |       |
| Relais de poste                       | Fontenay-sur-Loing       | Loiret         |            | 48° 06′ 25″ N, 2° 46′ 23″ E |       |

### Corse
| Nom                | Commune                | Département  | Protection | Coordonnées                 | Image |
| ------------------ | ---------------------- | ------------ | ---------- | --------------------------- | ----- |
| Église San Gavino  | San-Gavino-d'Ampugnani | Haute-Corse  |            | 42° 24′ 56″ N, 9° 25′ 26″ E |       |
| Fortin de Girolata | Osani                  | Corse-du-Sud | Classé     | 42° 20′ 51″ N, 8° 36′ 46″ E |       |

### Grand Est
| Nom                                                    | Commune              | Département        | Protection | Coordonnées                 | Image |
| ------------------------------------------------------ | -------------------- | ------------------ | ---------- | --------------------------- | ----- |
| Couvent des Cordeliers de La Cassine                   | Vendresse            | Ardennes           | Inscrit    | 49° 34′ 38″ N, 4° 48′ 47″ E |       |
| Château de Vaux                                        | Fouchères            | Aube               | Classé     | 48° 07′ 29″ N, 4° 15′ 44″ E |       |
| Logis des officiers du château de Braux-Sainte-Cohière | Braux-Sainte-Cohière | Marne              | Classé     | 49° 05′ 33″ N, 4° 49′ 37″ E |       |
| Maison, 26 rue des Marmouzets                          | Joinville            | Haute-Marne        |            | 48° 26′ 31″ N, 5° 08′ 14″ E |       |
| Château                                                | Thorey-Lyautey       | Meurthe-et-Moselle | Inscrit    | 48° 26′ 38″ N, 6° 01′ 43″ E |       |
| Synagogue                                              | Verdun               | Meuse              | Classé     | 49° 09′ 48″ N, 5° 23′ 07″ E |       |
| Citadelle                                              | Bitche               | Moselle            | Classé     | 49° 03′ 10″ N, 7° 25′ 52″ E |       |
| Château                                                | Andlau               | Bas-Rhin           | Classé     | 48° 24′ 05″ N, 7° 24′ 45″ E |       |
| Château de Wesserling                                  | Husseren-Wesserling  | Haut-Rhin          |            | 47° 53′ 07″ N, 6° 59′ 54″ E |       |
| Chalet Tivoli                                          | Plombières-les-Bains | Vosges             |            | 47° 57′ 44″ N, 6° 27′ 21″ E |       |

### Guadeloupe
| Nom                                            | Commune     | Département | Protection | Coordonnées                  | Image |
| ---------------------------------------------- | ----------- | ----------- | ---------- | ---------------------------- | ----- |
| Clocher de l'église Notre-Dame-de-l'Assomption | Petit-Bourg | Guadeloupe  |            | 16° 11′ 40″ N, 61° 35′ 30″ O |       |

### Guyane
| Nom                               | Commune         | Département | Protection | Coordonnées                 | Image |
| --------------------------------- | --------------- | ----------- | ---------- | --------------------------- | ----- |
| Ancienne école du bourg de Remire | Remire-Montjoly | Guyane      |            | 4° 53′ 10″ N, 52° 16′ 34″ O |       |

### Hauts-de-France
| Nom                   | Commune        | Département   | Protection | Coordonnées                 | Image |
| --------------------- | -------------- | ------------- | ---------- | --------------------------- | ----- |
| Église Saint-Basle    | Bucy-lès-Cerny | Aisne         |            | 49° 34′ 54″ N, 3° 30′ 58″ E |       |
| Église Sainte-Barbe   | Wallers        | Nord          |            | 50° 22′ 50″ N, 3° 25′ 52″ E |       |
| Hôtel-Dieu de Galande | Senlis         | Oise          | Inscrit    | 49° 12′ 22″ N, 2° 35′ 04″ E |       |
| Église Notre-Dame     | Buire-au-Bois  | Pas-de-Calais |            | 50° 15′ 46″ N, 2° 09′ 06″ E |       |
| Moulin Westmolen      | Naours         | Somme         | Inscrit    | 50° 01′ 55″ N, 2° 16′ 56″ E |       |

### Île-de-France
| Nom                                  | Commune            | Département       | Protection | Coordonnées                 | Image |
| ------------------------------------ | ------------------ | ----------------- | ---------- | --------------------------- | ----- |
| Basilique Notre-Dame-de-Bonne-Garde  | Longpont-sur-Orge  | Essonne           | Classé     | 48° 38′ 32″ N, 2° 17′ 33″ E |       |
| Folie Claret                         | Vaucresson         | Hauts-de-Seine    |            | 48° 50′ 19″ N, 2° 09′ 21″ E |       |
| La Ruche                             | 15e arrondissement | Paris             | Inscrit    | 48° 49′ 57″ N, 2° 17′ 49″ E |       |
| Réfectoires Menier                   | Noisiel            | Seine-et-Marne    |            | 48° 51′ 18″ N, 2° 37′ 41″ E |       |
| Église Notre-Dame                    | Le Raincy          | Seine-Saint-Denis | Classé     | 48° 53′ 45″ N, 2° 30′ 49″ E |       |
| Église Saint-Louis                   | Vincennes          | Val-de-Marne      | Classé     | 48° 50′ 41″ N, 2° 25′ 08″ E |       |
| Théâtre du château de La Roche-Guyon | La Roche-Guyon     | Val-d'Oise        | Classé     | 49° 04′ 52″ N, 1° 37′ 40″ E |       |
| Orangerie du château d'Hanneucourt   | Gargenville        | Yvelines          |            | 48° 59′ 32″ N, 1° 49′ 23″ E |       |

### Martinique
| Nom                 | Commune        | Département | Protection | Coordonnées | Image |
| ------------------- | -------------- | ----------- | ---------- | ----------- | ----- |
| Domaine de la Trace | Fort-de-France | Martinique  |            |             |       |

### Mayotte
| Nom                | Commune  | Département | Protection | Coordonnées                  | Image |
| ------------------ | -------- | ----------- | ---------- | ---------------------------- | ----- |
| Mosquée et minaret | Tsingoni | Mayotte     | Inscrit    | 12° 47′ 41″ S, 45° 06′ 23″ E |       |

### Normandie
| Nom                           | Commune        | Département    | Protection | Coordonnées                 | Image |
| ----------------------------- | -------------- | -------------- | ---------- | --------------------------- | ----- |
| Maison Bleue                  | Dives-sur-Mer  | Calvados       | Inscrit    | 49° 17′ 31″ N, 0° 05′ 55″ O |       |
| Parc du moulin                | Andé           | Eure           | Classé     | 49° 14′ 15″ N, 1° 14′ 52″ E |       |
| Église Saint-Loup             | Saint-Loup     | Manche         | Classé     | 48° 40′ 06″ N, 1° 17′ 41″ O |       |
| Manoir de Courboyer           | Perche en Nocé | Orne           | Classé     | 48° 23′ 48″ N, 0° 40′ 13″ E |       |
| Église Sainte-Marie-Madeleine | Douvrend       | Seine-Maritime |            | 49° 52′ 10″ N, 1° 19′ 18″ E |       |

### Nouvelle-Aquitaine
| Nom                                                  | Commune              | Département          | Protection | Coordonnées                 |  |
| ---------------------------------------------------- | -------------------- | -------------------- | ---------- | --------------------------- |  |
| Abbaye Notre-Dame-de-l'Assomption de Châtre          | Saint-Brice          | Charente             | Classé     | 45° 41′ 38″ N, 0° 15′ 26″ O |  |
| Maison de la Gaieté                                  | Chérac               | Charente-Maritime    | Inscrit    | 45° 42′ 16″ N, 0° 26′ 20″ O |  |
| Château de Comborn                                   | Orgnac-sur-Vézère    | Corrèze              | Inscrit    | 45° 19′ 23″ N, 1° 28′ 26″ E |  |
| Commanderie de Lavaufranche                          | Lavaufranche         | Creuse               | Classé     | 46° 19′ 02″ N, 2° 16′ 09″ E |  |
| Maison des moines de l'abbaye de Saint-Amand-de-Coly | Coly-Saint-Amand     | Dordogne             | Classé     | 45° 03′ 48″ N, 1° 14′ 53″ E |  |
| Château d'eau de Le Corbusier                        | Podensac             | Gironde              | Classé     | 44° 39′ 18″ N, 0° 21′ 36″ O |  |
| Chapelle Notre-Dame-des-Cyclistes                    | Labastide-d'Armagnac | Landes               | Inscrit    | 43° 57′ 18″ N, 0° 09′ 44″ O |  |
| Prieuré Saint-Étienne                                | Durance              | Lot-et-Garonne       | Classé     | 44° 10′ 09″ N, 0° 09′ 37″ E |  |
| Église russe                                         | Biarritz             | Pyrénées-Atlantiques | Classé     | 43° 29′ 10″ N, 1° 33′ 18″ O |  |
| Château                                              | Pougne-Hérisson      | Deux-Sèvres          | Inscrit    | 46° 41′ 04″ N, 0° 24′ 50″ O |  |
| Église Saint-Jacques                                 | Châtellerault        | Vienne               |            | 46° 48′ 57″ N, 0° 32′ 34″ E |  |
| Four industriel à porcelaine Haviland                | Limoges              | Haute-Vienne         |            | 45° 50′ 43″ N, 1° 15′ 08″ E |  |

### Occitanie
| Nom                                 | Commune                | Département         | Protection | Coordonnées                 | Image |
| ----------------------------------- | ---------------------- | ------------------- | ---------- | --------------------------- | ----- |
| Plâtrières                          | Surba                  | Ariège              |            | 42° 51′ 32″ N, 1° 34′ 51″ E |       |
| Église Saint-Loup-de-Sens           | Clermont-sur-Lauquet   | Aude                | Inscrit    | 43° 02′ 47″ N, 2° 25′ 13″ E |       |
| Saint-Caprazy                       | Saint-Félix-de-Sorgues | Aveyron             |            | 43° 53′ 03″ N, 2° 59′ 03″ E |       |
| Escalier Saint-Pierre               | Pont-Saint-Esprit      | Gard                | Inscrit    | 44° 15′ 26″ N, 4° 39′ 05″ E |       |
| Maison Ysalguier                    | Auterive               | Haute-Garonne       |            | 43° 21′ 07″ N, 1° 28′ 43″ E |       |
| Grange basque du château de Caumont | Cazaux-Savès           | Gers                |            | 43° 33′ 00″ N, 0° 59′ 14″ E |       |
| Moulin de Juffet                    | Montbazin              | Hérault             |            | 43° 30′ 30″ N, 3° 42′ 08″ E |       |
| Maison Marot                        | Sénaillac-Latronquière | Lot                 |            | 44° 49′ 55″ N, 2° 04′ 53″ E |       |
| Château du Tournel                  | Mont Lozère et Goulet  | Lozère              |            | 44° 29′ 58″ N, 3° 42′ 15″ E |       |
| Atelier d'Edmond Lay                | Barbazan-Debat         | Hautes-Pyrénées     | Inscrit    | 43° 11′ 33″ N, 0° 07′ 57″ E |       |
| Colonie minière de la Pinosa        | Valmanya               | Pyrénées-Orientales |            | 42° 30′ 57″ N, 2° 32′ 15″ E |       |
| Château de Ferrières                | Fontrieu               | Tarn                | Classé     | 43° 39′ 14″ N, 2° 26′ 38″ E |       |
| Chapelle Saint-Pierre               | Beaupuy                | Tarn-et-Garonne     |            | 43° 49′ 02″ N, 1° 07′ 09″ E |       |

### Pays de la Loire
| Nom                                  | Commune             | Département      | Protection | Coordonnées                 | Image |
| ------------------------------------ | ------------------- | ---------------- | ---------- | --------------------------- | ----- |
| Four à chaux du Montru               | La Chapelle-Heulin  | Loire-Atlantique |            | 47° 10′ 59″ N, 1° 22′ 11″ O |       |
| Prieuré de la Jaillette              | Segré-en-Anjou Bleu | Maine-et-Loire   | Inscrit    | 47° 40′ 22″ N, 0° 46′ 00″ O |       |
| Moulin à eau de la Petite Bavouze    | Ménil               | Mayenne          |            | 47° 47′ 36″ N, 0° 40′ 11″ O |       |
| Jumenterie                           | Le Lude             | Sarthe           |            | 47° 38′ 45″ N, 0° 10′ 15″ E |       |
| Kiosque de musique du jardin Dumaine | Luçon               | Vendée           |            | 46° 27′ 23″ N, 1° 10′ 15″ O |       |

### Provence-Alpes-Côte d'Azur
| Nom                                  | Commune         | Département             | Protection | Coordonnées                 | Image |
| ------------------------------------ | --------------- | ----------------------- | ---------- | --------------------------- | ----- |
| Concathédrale Notre-Dame-du-Bourguet | Forcalquier     | Alpes-de-Haute-Provence | Classé     | 43° 57′ 34″ N, 5° 46′ 52″ E |       |
| Église Saint-Martin                  | Villar-d'Arêne  | Hautes-Alpes            |            | 45° 02′ 34″ N, 6° 20′ 07″ E |       |
| Moulin à vent                        | Berre-les-Alpes | Alpes-Maritimes         |            | 43° 49′ 49″ N, 7° 19′ 48″ E |       |
| Jardin d'Albertas                    | Bouc-Bel-Air    | Bouches-du-Rhône        |            | 43° 27′ 12″ N, 5° 24′ 21″ E |       |
| Chapelle Notre-Dame-de-Pitié         | Le Val          | Var                     | Classé     | 43° 25′ 50″ N, 6° 04′ 18″ E |       |
| Église Notre-Dame                    | Suzette         | Vaucluse                |            | 44° 10′ 02″ N, 5° 04′ 09″ E |       |

### La Réunion
| Nom                            | Commune        | Département | Protection | Coordonnées                  | Image |
| ------------------------------ | -------------- | ----------- | ---------- | ---------------------------- | ----- |
| Chapelle du domaine de Bel-Air | Sainte-Suzanne | La Réunion  |            | 20° 54′ 22″ S, 55° 35′ 48″ E |       |

### Saint-Martin
| Nom                                        | Commune      | Département  | Protection | Coordonnées                  | Image |
| ------------------------------------------ | ------------ | ------------ | ---------- | ---------------------------- | ----- |
| Parc paysager de la plantation Mont-Vernon | Saint-Martin | Saint-Martin |            | 18° 05′ 54″ N, 63° 01′ 27″ O |       |

### Saint-Pierre-et-Miquelon
| Nom               | Commune      | Département              | Protection | Coordonnées                  | Image                                           |
| ----------------- | ------------ | ------------------------ | ---------- | ---------------------------- | ----------------------------------------------- |
| Maison du pêcheur | Saint-Pierre | Saint-Pierre-et-Miquelon |            | 46° 46′ 30″ N, 56° 09′ 34″ O | La maison du Pêcheur - Saint-Pierre-et-Miquelon |